# Svébohov
Svébohov är en ort i Tjeckien.   Den ligger i regionen Olomouc, i den östra delen av landet, 170 km öster om huvudstaden Prag. Svébohov ligger 420 meter över havet och antalet invånare är 440.
Terrängen runt Svébohov är kuperad åt nordväst, men åt sydost är den platt.Runt Svébohov är det ganska tätbefolkat, med 124 invånare per kvadratkilometer. Närmaste större samhälle är Zábřeh, 4,8 km sydost om Svébohov. I omgivningarna runt Svébohov växer i huvudsak blandskog.